# Pezizomycotina
A Pezizomycotina a tömlősgombák (Ascomycota) legnagyobb altörzse, a név nagyjából szinonim a régebbi Euascomycota taxonnal. Általában képesek az ivartalan szaporodásra. Az altörzs gyakorlatilag az összes makroszkopikus, termőtesttel rendelkező gombát tartalmazza (kivétel a Neolecta nemzetség, ami a Taphrinomycotina altörzsbe tartozik), de emellett számos mikroszkopikus méretű gomba is ide sorolandó, köztük a növények lisztharmatos megbetegedését, továbbá a sömört okozó gombákkal, valamint a lefolyók környékén a fekete penész is ide tartozik.
Az altörzsbe tartozó osztályok közül a régi Loculoascomycetes-t két másik osztály, a Chaetothyriomycetes és a Dothideomycetes helyettesíti – ezek tartalmazzák az összes olyan tömlősgombát, amik bitunikátus ascus-úak.
A maradék Pezizomycotinát néha Hymenoascomycetes-nek is nevezik.

## Fordítás
- Ez a szócikk részben vagy egészben a Pezizomycotina című angol Wikipédia-szócikk ezen változatának fordításán alapul.  Az eredeti cikk szerkesztőit annak laptörténete sorolja fel. Ez a jelzés csupán a megfogalmazás eredetét és a szerzői jogokat jelzi, nem szolgál a cikkben szereplő információk forrásmegjelöléseként.